# Абріз
Абріз (перс. ابريز, також Ābrīz) — село в сільській окрузі Мехранруд-е-Марказі, в центральному окрузі округу Бостанабад, провінція Східний Азербайджан, Іран. За переписом 2006 року його населення становило 1324, у 278 сім'ях.